# Beaumont (Kalifornija)
Beaumont je grad u američkoj saveznoj državi Kalifornija. Prema popisu stanovništva iz 2010. u njemu je živjelo 36,877 stanovnika.